# Philippe Junot
Pour les personnes ayant le même patronyme, voir Junot.
Philippe Junot, né à Paris le 19 avril 1940, est un homme d'affaires français, notamment célèbre pour avoir été le premier mari de Caroline de Monaco.

## Biographie
Philippe Junot est le fils de Michel Junot, député, sous-préfet et ancien adjoint au maire de Paris, et de Lydia Tyckjaert, fille d’un industriel danois. Courtier en valeurs mobilières et promoteur immobilier, Philippe Junot a des intérêts commerciaux à Paris, Montréal et Détroit. 
Il épouse la princesse Caroline, fille aînée du prince Rainier III de Monaco et de Grace Kelly, civilement à Monaco le 28 juin 1978 et religieusement le 29 juin 1978. Le couple divorce le 9 octobre 1980, son épouse l’accusant d’infidélité. M. Junot, en revanche, a affirmé que ce sont les relations de Caroline et l’ingérence constante de ses parents qui ont conduit à la rupture. Le Vatican a finalement reconnu la nullité de leur mariage en 1992.
Il se remarie avec Nina Wendelboe-Larsen en 1988 et a trois enfants avec elle : Victoria, Isabelle (marquise consort de Cubas), et Alexis. Il est aujourd’hui à nouveau divorcé. 
Il a aussi une fille, Chloé, née en 2005 à Paris, avec le mannequin Helén Wendel.                          
Philippe Junot aurait été victime des fraudes de l’investisseur Bernard Madoff, dont les sociétés d’investissement se sont effondrées à la fin de 2008.